# The Black Label
The Black Label Inc. (hangul: 더 블랙 레이블; stylizowane wielkimi literami lub THEBLΛƆKLΛBEL) – południowokoreańska wytwórnia płytowa i firma stowarzyszona z YG Entertainment. Została założona w 2015 roku przez producenta YG Teddy'ego i Kusha.

## Historia
22 września 2015 roku YG Entertainment ogłosiło utworzenie niezależnej subwytwórni, którą mieli kierować producenci YG, Teddy i Kush. 17 marca 2016 roku Zion.T podpisał kontrakt z wytwórnią. 3 maja 2017 roku Okasian podpisał ekskluzywny kontrakt z wytwórnią. Danny Chung (wcześniej znany jako Decipher) również podpisał kontrakt z wytwórnią. Wytwórnia jest także domem dla Jeon Somi, która podpisała kontrakt z wytwórnią we wrześniu 2018 roku, a zadebiutowała 13 czerwca 2019 roku. 16 listopada 2020 roku, zgodnie z kwartalnym raportem giełdowym YG Entertainment, wytwórnia została przekształcona w firmę stowarzyszoną. 26 grudnia 2022 roku firma ogłosiła, że Taeyang dołączył do wytwórni, ale pozostał członkiem boysbandu Big Bang. W styczniu 2023 roku aktor Park Bo-gum podpisał kontrakt z wytwórnią. W kwietniu 2023 roku The Black Label utworzyło joint venture z największym konglomeratem w Tajlandii, Charoen Pokphand Group, nazwane The Black Sea, w celu rozszerzenia działalności wytwórni na region Azji Południowo-Wschodniej. 18 czerwca 2024 roku The Black Label ogłosiło, że podpisało kontrakt menedżerski z Rosé z zespołu Blackpink na jej solowe przedsięwzięcia.

## Artyści
| - Meovv - Allday project - Jeon So-mi - Taeyang - Rosé - Bryan Chase - Løren - Vince - R.Tee | - Park Bo-gum - Lee Jong-won - Ella Gross |

## Byli artyści
- Lee Ju-myoung
- Heo Jae-hyuk
- Zion.T